# نقطه بدون بازگشت

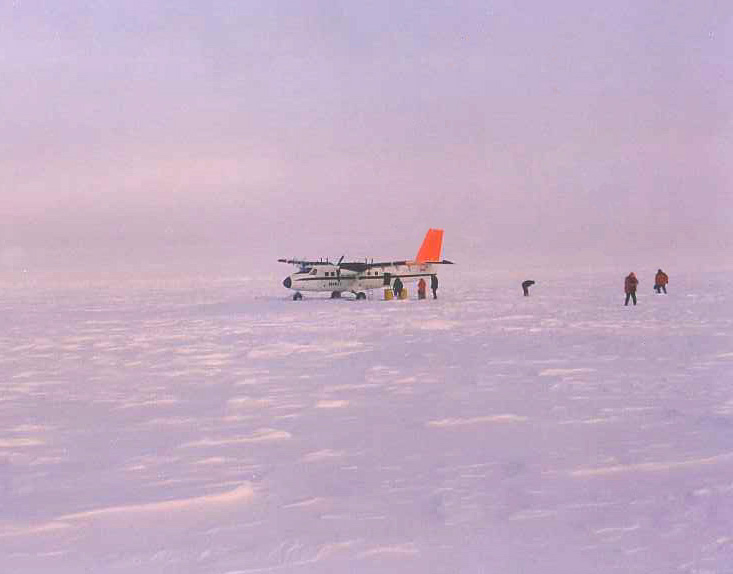
A helicopter stuck in the snow

نقطه بدون بازگشت (به انگلیسی: Point of no return) (PNR یا PONR) نقطه‌ای است که فرد مجبور است مسیر فعلی خود در فراتر از آن را ادامه دهد زیرا بازگشت به عقب خطرناک، از نظر فیزیکی غیرممکن، دشوار یا بسیار گران است. نقطه بدون بازگشت می‌تواند یک نقطه محاسبه شده در طول مسیر پیوسته مانند حمل و نقل هوایی باشد. مواردی مانند ایجاد یک انفجار یا امضای قرارداد می‌تواند نقطه‌ای بدون بازگشت تلقی شوند.